# Федеральное агентство по здравоохранению и социальному развитию
Федеральное агентство по здравоохранению и социальному развитию России (Росздрав) — федеральный орган исполнительной власти, находившийся в ведении Министерства здравоохранения и социального развития. Осуществлял правоприменительные функции, функции по оказанию государственных услуг и управлению государственным имуществом в сфере здравоохранения и социального развития, в том числе:
- издание индивидуальных правовых актов, а также ведение реестров и регистров в сфере здравоохранения и социальной защиты населения;
- издание государственной фармакопеи;
- формирование мобилизационного резерва медицинского, санитарно-хозяйственного и другого имущества;
- осуществление специальных мероприятий в период мобилизации и в военное время, а также подготовка федеральной медицинской службы гражданской обороны к оказанию медицинской помощи;
- оказание государственных услуг в сфере здравоохранения и социального развития.

Агентство было создано в 2004 году, упразднёно — в 2008 году. После упразднения функции агентства были переданы Минздравсоцразвития России и ФМБА России.

## Руководитель агентства
Беленков Юрий Никитич.

## Структура центрального аппарата агентства
- Планово-финансовое управление
- Управление имущества и подведомственных организаций
- Управление инвестиций, обеспечения медицинскими изделиями и лекарственными средствами
- Управление организации медико-социальной помощи детям и матерям
- Управление организации медицинской помощи и санаторно-курортного лечения
- Управление социальной помощи и поддержки населения
- Управление по делам ветеранов и инвалидов
- Правовое управление
- Управление делами